# Vera Kolésnikova (arquera)
Vera Kolésnikova (en ruso: Вера Колесникова) es una deportista soviética que compitió en tiro con arco, en la modalidad de arco recurvo.
Ganó una medalla de oro en el Campeonato Europeo de Tiro con Arco al Aire Libre de 1990 y una medalla de oro en el Campeonato Europeo de Tiro con Arco en Sala de 1989, ambas en la prueba de equipo.

## Palmarés internacional
| Campeonato Europeo al Aire Libre | Campeonato Europeo al Aire Libre | Campeonato Europeo al Aire Libre | Campeonato Europeo al Aire Libre |
| Año                              | Lugar                            | Medalla                          | Prueba                           |
| -------------------------------- | -------------------------------- | -------------------------------- | -------------------------------- |
| 1990                             | Barcelona (España)               | Medalla de oro                   | Equipo                           |
| Campeonato Europeo en Sala       |                                  |                                  |                                  |
| Año                              | Lugar                            | Medalla                          | Prueba                           |
| 1989                             | Atenas (Grecia)                  | Medalla de oro                   | Equipo                           |